# La Desalmada
La Desalmada est une telenovela mexicaine produite par Televisa et diffusée entre le 5 juillet 2021 et le 29 octobre 2021 sur Las Estrellas.
En France d'outre-mer, elle est diffusée entre le 12 août 2022 et le 16 décembre 2022 sur le réseau La 1ère.

## Synopsis
La vie de Fernanda Linares (Livia Brito), une femme assoiffée est chamboulée après le meurtre de son mari lors de leur nuit de noces, où en plus, Fernanda a été abusé par l’assassin de son mari. Cependant, la vie de Fernanda changera lorsqu'elle rencontrera Rafael Toscano (José Ron), un beau jeune homme qui vient de recevoir son diplôme universitaire avec qui elle sympathisera et rendra à Fernanda l'opportunité d'aimer à nouveau. La relation entre Rafael et Fernanda se complique lorsque cette dernière apprend que le père de Rafael, Octavio Toscano est celui qui a assassiné son mari et a abusé d’elle la même nuit. Fernanda jure de se venger et mettra tout en œuvre pour y arriver malgré l’amour qu’elle ressent pour Rafael.

## Distribution
- Livia Brito : Fernanda Linares
- José Ron : Rafael Toscano
- Eduardo Santamarina : Octavio Toscano
- Marlene Favela : Leticia Lagos de Toscano
- Marjorie de Sousa : Julia Torreblanca de Gallardo
- Kimberly Dos Ramos : Isabella Gallardo
- Gonzalo García Vivanco : Rigoberto Murillo
- Laura Carmine : Ángela Hinojosa
- Daniel Elbittar : César Franco
- Azela Robinson : Martina Fernández de Estudillo
- Sergio Basáñez : Germán Gallardo
- Alberto Estrella : Carmelo Murillo
- Francisco Gattorno : Antonio Estudillo
- Ana Martín : Pachita Pérez
- Verónica Jaspeado : Juana Durán
- Gaby Mellado : Clara Ochoa
- Julio Vallado : David Estudillo
- Macarena Miguel : Mary Pérez
- Gonzalo Vega, Jr. : Piero Vázquez
- Raúl Araiza : Luis Vázquez
- Cecilia Galliano : Miriam Soler de Vázquez
- Alejandra García : Rosalina Santos
- Claudia Arce : Candela Benítez
- Fiona Muñoz : Sandra Fuentes
- Carlos Gatica : Gabriel Rojas
- Gabriela Zamora : Flor Franco
- Mauricio Abularach : José Vargas
- José Montini : Moreno
- Yahir : Santiago Ramírez
- Espinoza Paz
- Fernando Robles : Calixto Linares
- Rosita Bouchot : Chona
- Alfonso Iturralde : Alberto Tsubaki
- Jackie Sauza : Brenda Tsubaki
- Mónica Ayos : Viviana
- Homero Ferruzca : Rosendo Futanasio
- Pedro Moreno : Caimán

### Musique
- "Mi Venganza" de Espinoza Paz[3]
- "Cuando Salga el Sol" de Fernanda Castro et Pablo Vamer[4]
- "Contacto Cero (Mariachi)" de Espinoza Paz[5]
- "Casi Perfecta" de Grupo Firme et Mané de la Parra[6]
- "Candela" de Claudia Arce[7]

## Diffusion
- Las Estrellas (2021)
- Univision (2021)
- La 1ère (2021-2022)
- Novelas F Plus (2022)
- RTI 1 et RTI 2 (2022-2023)

## Autres versions
- La dama de Troya (Telecolombia / RCN Televisión, 2008-2009)